# Relativna vlažnost
Relativna vlažnost je fizikalna veličina za iskazivanje udjela vodene pare u zraku (ili općenito u plinovima). Izražava se omjerom parcijalnoga tlaka prisutne vodene pare pH2O i tlaka zasićene vodene pare pri određenoj temperaturi i tlaku zraka p*H2O: 
{\displaystyle \phi ={p_{H_{2}O} \over p_{H_{2}O}^{*}}}
Relativna vlažnost iznosi 0% kada je zrak potpuno suh, a 100% kada je zrak potpuno zasićen vodenom parom. Relativna vlažnost mjeri se najčešće psihrometrom ili posebnim osjetnicima.
Zrak obično sadrži manju količinu vlage od maksimalne, pa kažemo da je nezasićen. Sadrži li na primjer zrak kod 20 °C 10 g/kg vlage, to on može još primiti 5,19 g/kg. Pri sniženju temperature, ako zrak sadrži maksimalnu količinu vlage, nastupa kondenzacija, to jest nastaju oblaci, magla ili rosa. Omjer između apsolutne vlage a, koju sadrži zrak, i maksimalne vlage amax, koju bi zrak mogao primiti kod određene temperature da bi bio zasićen naziva se relativna vlažnost φ. To je broj koji je uvijek manji od 1, te se množi sa 100 i izražava u postocima, to jest:
{\displaystyle \phi ={a \over a_{max}}\cdot 100\%}

## Vlažnost zraka
Vlažnost zraka je količina vodene pare koja je sadržana u zraku ili atmosferi. Vlažnost zraka se izražava na različite načine, i to kao apsolutna vlažnost, relativna vlažnost, parcijalni tlak vodene pare i drugo. Vodena para u atmosferu dolazi na razne načine. Jedan od njih je transpiracija ili isparavanje s površine biljaka. 75% vode s tla, biljnog pokrova i vodenih površina na kopnu ispari natrag u atmosferu. Najveće isparavanje je u području tropskog i suptropskog dijela Indijskog oceana, između Madagaskara i Australije. Isparavanje se smanjuje približavanjem kopnu, to jest obali. Dnevni hod relativne vlage obratan od dnevnog hoda temperature, to jest relativna vlaga zraka najveća je ujutro, a najmanja poslije podne, kad je temperatura najviša.

### Apsolutna vlažnost
Količina vodene pare u gramima, koju sadrži 1 kilogram zraka, naziva se apsolutna vlažnost i označuje se s a, w ili x. Apsolutna vlažnost je količina vlage koju sadrži jedinica mase zraka. Kod određene temperature može sadržavati samo neku maksimalnu količinu vlage, i u tom slučaju on je zasićen vlagom. Tako na primjer kod 20 °C zrak može sadržavati najviše 15,19 g/kg vlage. 
Apsolutna vlažnost je fizikalna veličina koja opisuje vlažnost zraka, prestavlje količnik mase vodene pare m i obujma ili volumena zraka V u kojem se vodena para nalazi: 
{\displaystyle a={\frac {m}{V}}}
Mjerna je jedinica apsolutne vlažnosti kilogram po kubičnom metru (kg/m3).

### Mjerni instrumenti za mjerenje vlažnosti zraka
Apsolutna vlaga mjeri se pomoću higroskopnih tvari, to jest onih kemijskih tvari koje upijaju vlagu, na primjer kalcijev klorid i fosforov pentoksid. U tu svrhu služi apsorpcioni vlagomjer ili vlagomjer (higrometar). On se sastoji od dviju spojenih staklenih cijevi u kojima se nalazi higroskopna tvar. Cijevi su spojene s jednom umjerenom (kalibriranom) posudom u kojoj se nalazi voda. Kada se otvori slavina (ventil) posude, voda će istjecati, a u posudu će kroz cijev ulaziti zrak preko higroskopne tvari. Obujam (volumen) zraka koji je ušao u posudu jednak je količini vode koja je iscurila iz posude. Prije mjerenja mora se higroskopna tvar točno izmjeriti na vagi. Kako je na primjer kalcijev klorid higroskopna tvar to on upije vlagu iz zraka pa zbog toga postaje teži. Razlika težine poslije i prije mjerenja daje težinu upijene vlage koju ima zrak. Podijelimo li težinu vlage obujmom zraka koji je ušao u posudu, dobit ćemo količinu apsolutne vlage koju ima zrak u 1 m3 odnosno u 1 kg. 
Za mjerenje relativne vlažnosti služi vlagomjer (higrometar) i psihrometar. Vlagomjer je mjerni instrument čije se djelovanje osniva na svojstvu vlasi kose da upija vlagu i da se pri tom produžava. Vlas kose je jednim krajem pričvršćena za okvir, a drugi kraj je omotan oko osovine kazaljke. Vlas se rasteže povećanjem relativne vlažnosti, a steže njenim smanjenjem. Zbog toga se kazaljka pomiče i pokazuje na skali relativnu vlažnost u postocima. 
Psihrometar se sastoji od dva termometra smještena na istom stalku. Kod jednog termometra nalazi se posudica s vodom pomoću koje se neprestano kvasi njegov rezervoar, koji je omotan pamučnim fitiljem. Zbog isparavanja vode mokri termometar pokazuje nižu temperaturu od suhoga. Isparavanje vode bit će to jače što je manja relativna vlažnost. Razlika temperature suhog i mokrog termometra zove se psihrometrijska razlika pomoću koje se iz psihrometrijskih tablica očitava relativna vlaga. 